# Camp Rock World Tour 2010
Camp Rock World Tour 2010 ou Jonas Brothers Live In Concert 2010 é a turnê mundial de promoção do filme Camp Rock 2: The Final Jam. A turnê foi anunciada com a participação especial da Demi Lovato e outros membros do elenco do filme Camp Rock 2: The Final Jam.
A turnê começou no mesmo dia que o lançamento da trilha sonora do filme Camp Rock 2: The Final Jam no dia 27 de Julho de 2010. Embora as datas específicas vão ser anunciadas já que a turnê também passará pelos seguintes países: Europa, México, Londres, Manchester, Glasgow, Birmingham, Liverpool, Irlanda, Bélgica, França, Suíça, Itália, Espanha, México, Guatemala, Costa Rica, Peru, Argentina, Bolívia e Brasil.

## Elenco
Esse é o elenco que participará da turnê.
- Demi Lovato
- Jonas Brothers
- Alyson Stoner
- Jordan Francis
- Anna Maria Perez de Tagle
- Matthew "Mdot" Finley

### Participações especiais
- Travis Clark, da banda We The Kings.
- Big Rob
- Jullie

## Divulgação
A turnê foi uma divulgação do filme Camp Rock 2: The Final Jam. A turnê foi iniciada no mesmo dia do lançamento da trilha sonora do filme, e contou com músicas dos filmes Camp Rock e Camp Rock 2, além de músicas dos álbuns dos Jonas Brothers, Demi Lovato, e também do álbum do Nick Jonas and the Administration.

## Set-list

### América do Norte
Anna Maria Perez de Taglé
1. Insomnia

Alyson Stoner
1. Make History

Matthew "Mdot" Finley
1. Whatever

Camp Rock
1. Start the Party
2. Fire
3. We Rock

Demi Lovato
1. Get Back
2. La La Land
3. Remember December
4. We'll Be a Dream (com Travis Clark, apenas no show de 27 de agosto de 2010)
5. Solo (apenas dia 05 de Setembro de 2010)
6. Every Time You Lie (apenas dia 05 de Setembro de 2010)
7. Stop The World (apenas dia 05 de Setembro de 2010)
8. Catch Me (R&B) (apenas dia 05 de Setembro de 2010])
9. Catch Me
10. Don't Forget
11. Got Dynamite
12. Here We Go Again

Demi Lovato & Camp Rock
1. Brand New Day
2. Can't Back Down
3. It's Not Too Late
4. It's On
5. Bounce (Video Interlude)

1. Feelin' Alive
2. Hold On
3. Year 3000
4. Play My Music
5. Heart & Soul
6. Live To Party
7. Introducing Me
8. Gotta Find You
9. Send It On
10. This Is Me
11. Wouldn't Change a Thing
12. This Is Our Song
13. L.A. Baby (Where Dreams Are Made Of)
14. Drive My Car (The Beatles cover)
15. Paranoid
16. Who I Am
17. A Little Bit Longer
18. Fly with Me
19. When You Look Me in the Eyes
20. Love Is On It's Way
21. Can't Have You
22. Video Girl
23. Acoustic Medley:
  1. Mandy
  2. 7:05
  3. I Am What I Am
  4. One Day At A Time
  5. Just Friends
  6. Goodnight & Goodbye
  7. What Did I Do To Your Heart
  8. Games
  9. Pushin' Me Away
  10. Make It Right
  11. Turn Right
  12. Eternity
  13. Give Love A Try
  14. Underdog
  15. Inseparable
  16. Before The Storm
  17. Stay
24. Shelf
25. Much Better
26. Please Be Mine
27. Hello Beautiful
28. Turn Right
29. Your Biggest Fan
30. BB Good
31. Lovebug
32. SOS
33. When You Look Me In The Eyes
34. Burnin' Up

### América do Sul
Anna Maria Perez de Taglé
1. Insomnia

Alyson Stoner
1. Make History

Camp Rock
1. Start the Party
2. Fire
3. We Rock

Demi Lovato
1. Get Back
2. La La Land
3. Remember December
4. Lo Que Soy
5. Catch Me
6. Don't Forget
7. Got Dynamite
8. Here We Go Again

Demi Lovato & Camp Rock
1. Brand New Day
2. Can't Back Down
3. It's Not Too Late
4. It's On

Anna Maria Perez de Taglé
1. Insomnia

Alyson Stoner
1. Make History

Camp Rock
1. Start the Party
2. Fire
3. Whatever (with Lenora: HSM A Seleção)
4. We Rock

1. Feelin' Alive
2. Hold On
3. Year 3000
4. Play My Music
5. Heart & Soul
6. Introducing Me
7. Gotta Find You
8. BB Good
9. This Is Me  (duet with Demi Lovato)
10. Wouldn't Change a Thing (duet with Demi Lovato)
11. Eu Não Mudaria Nada Em Você (with Jullie) (Rio de Janeiro)
12. Can't Back Down (with Camp Rock 2 cast)
13. This Is Our Song (with Camp Rock 2 cast)
14. BB Good
15. Still In Love With You
16. Paranoid
17. L.A. Baby (Where Dreams Are Made Of)
18. Live To Party
19. World War III
20. Still In Love With You
21. Tonight
22. Medley
  1. Hello Beautiful
  2. Your Biggest Fan (São Paulo)
23. Rose Garden (Nick Jonas)(Porto Alegre)
24. Turn Right
25. Who I Am
26. Medley
  1. Black Keys (Nick Jonas)
  2. A Little Bit Longer (Nick Jonas)
27. Fly with Me
28. When You Look Me in the Eyes
29. Please Be Mine
30. Lovebug
31. SOS
32. Burnin' Up

### Outras músicas
Além da setlist regular, a banda fez alguns covers:
- Fireflies (Owlcity cover)
- Use Somebody (Kings Of Leo cover)
- Superstition (Stevie Wonder cover)
- Somebody Like You (cover)

## Datas
| Data                   | Cidade           | País                   | Local                             | Atos de Abertura                            | Público         | Vendagem   |
| ---------------------- | ---------------- | ---------------------- | --------------------------------- | ------------------------------------------- | --------------- | ---------- |
| 7 de agosto de 2010    | Tinley Park      | Estados Unidos         | First Midwest Bank Amphitheatre   | Demi Lovato Camp Rock 2: The Final Jam cast | —               | —          |
| 8 de agosto de 2010    | Noblesville      | Estados Unidos         | Verizon Wireless Music Center     | Demi Lovato Camp Rock 2: The Final Jam cast | —               | —          |
| 10 de agosto de 2010   | Cincinnati       | Estados Unidos         | Riverbend Music Center            | Demi Lovato Camp Rock 2: The Final Jam cast | —               | —          |
| 11 de agosto de 2010   | Burgettstown     | Estados Unidos         | First Niagara Pavilion            | Demi Lovato Camp Rock 2: The Final Jam cast | —               | —          |
| 12 de agosto de 2010   | Bristow          | Estados Unidos         | Jiffy Lube Live                   | Demi Lovato Camp Rock 2: The Final Jam cast | —               | —          |
| 13 de agosto de 2010   | Hartford         | Estados Unidos         | Comcast Theatre                   | Demi Lovato Camp Rock 2: The Final Jam cast | —               | —          |
| 14 de agosto de 2010   | Hershey          | Estados Unidos         | Hersheypark Stadium               | Demi Lovato Camp Rock 2: The Final Jam cast | 15.607 / 28.262 | $756.490   |
| 16 de agosto de 2010   | Holmdel          | Estados Unidos         | PNC Bank Arts Center              | Demi Lovato Camp Rock 2: The Final Jam cast | —               | —          |
| 17 de agosto de 2010   | Holmdel          | Estados Unidos         | PNC Bank Arts Center              | Demi Lovato Camp Rock 2: The Final Jam cast | —               | —          |
| 21 de agosto de 2010   | Wantagh          | Estados Unidos         | Nikon at Jones Beach Theater      | Demi Lovato Camp Rock 2: The Final Jam cast | —               | —          |
| 22 de agosto de 2010   | Wantagh          | Estados Unidos         | Nikon at Jones Beach Theater      | Demi Lovato Camp Rock 2: The Final Jam cast | —               | —          |
| 25 de agosto de 2010   | Mansfield        | Estados Unidos         | Comcast Center                    | Demi Lovato Camp Rock 2: The Final Jam cast | —               | —          |
| 26 de agosto de 2010   | Mansfield        | Estados Unidos         | Comcast Center                    | Demi Lovato Camp Rock 2: The Final Jam cast | —               | —          |
| 27 de agosto de 2010   | Camden           | Estados Unidos         | Susquehanna Bank Center           | Demi Lovato Camp Rock 2: The Final Jam cast | —               | —          |
| 28 de agosto de 2010   | Atlantic City    | Estados Unidos         | Etess Arena                       | Demi Lovato Camp Rock 2: The Final Jam cast | —               | —          |
| 29 de agosto de 2010   | Virginia Beach   | Estados Unidos         | Verizon Wireless Amphitheater     | Demi Lovato Camp Rock 2: The Final Jam cast | —               | —          |
| 31 de agosto de 2010   | Cleveland        | Estados Unidos         | Quicken Loans Arena               | Demi Lovato Camp Rock 2: The Final Jam cast | —               | —          |
| 1 de setembro de 2010  | Clarkston        | Estados Unidos         | DTE Energy Music Theatre          | Demi Lovato Camp Rock 2: The Final Jam cast | 15.158 / 15.158 | $616.829   |
| 2 de setembro de 2010  | Toronto          | Canadá                 | Molson Amphitheatre               | Demi Lovato Camp Rock 2: The Final Jam cast | —               | —          |
| 3 de setembro de 2010  | Toronto          | Canadá                 | Molson Amphitheatre               | Demi Lovato Camp Rock 2: The Final Jam cast | —               | —          |
| 4 de setembro de 2010  | Montreal         | Canadá                 | Bell Centre                       | Demi Lovato Camp Rock 2: The Final Jam cast | 9.162 / 12.462  | $765.464   |
| 7 de setembro de 2010  | West Palm Beach  | Estados Unidos         | Cruzan Amphitheatre               | Demi Lovato Camp Rock 2: The Final Jam cast | —               | —          |
| 10 de setembro de 2010 | San Antonio      | Estados Unidos         | AT&T Center                       | Demi Lovato Camp Rock 2: The Final Jam cast | —               | —          |
| 11 de setembro de 2010 | The Woodlands    | Estados Unidos         | Cynthia Woods Mitchell Pavilion   | Demi Lovato Camp Rock 2: The Final Jam cast | —               | —          |
| 12 de setembro de 2010 | Dallas           | Estados Unidos         | Superpages.com Center             | Demi Lovato Camp Rock 2: The Final Jam cast | —               | —          |
| 14 de setembro de 2010 | Phoenix          | Estados Unidos         | Cricket Wireless Pavilion         | Demi Lovato Camp Rock 2: The Final Jam cast | —               | —          |
| 16 de setembro de 2010 | Chula Vista      | Estados Unidos         | Cricket Wireless Amphitheatre     | Demi Lovato Camp Rock 2: The Final Jam cast | —               | —          |
| 17 de setembro de 2010 | Wheatland        | Estados Unidos         | Sleep Train Amphitheatre          | Demi Lovato Camp Rock 2: The Final Jam cast | —               | —          |
| 18 de setembro de 2010 | Mountain View    | Estados Unidos         | Shoreline Amphitheatre            | Demi Lovato Camp Rock 2: The Final Jam cast | —               | —          |
| 19 de setembro de 2010 | Irvine           | Estados Unidos         | Verizon Wireless Amphitheatre     | Demi Lovato Camp Rock 2: The Final Jam cast | —               | —          |
| 15 de outubro de 2010  | San Juan         | Porto Rico             | Coliseo José Miguel Agrelot       | Demi Lovato Camp Rock 2: The Final Jam cast | 8.304 / 13.128  | $690.978   |
| 16 de outubro de 2010  | Santo Domingo    | República Dominicana   | Palacio de los Deportes           | Demi Lovato Camp Rock 2: The Final Jam cast | —               | —          |
| 23 de outubro de 2010  | Guadalajara      | México                 | Estadio Tres de Marzo             | Demi Lovato Camp Rock 2: The Final Jam cast | —               | —          |
| 24 de outubro de 2010  | Cidade do México | México                 | Foro Sol                          | Demi Lovato Camp Rock 2: The Final Jam cast | —               | —          |
| 28 de outubro de 2010  | Bogotá           | Colômbia               | Parque Simón Bolívar              | Demi Lovato Camp Rock 2: The Final Jam cast | —               | —          |
| 30 de outubro de 2010  | Lima             | Peru                   | Estadio Monumental                | Demi Lovato Camp Rock 2: The Final Jam cast | —               | —          |
| 1 de novembro de 2010  | Quito            | Equador                | Estadio Olímpico Atahualpa        | Camp Rock 2: The Final Jam cast             | —               | —          |
| 4 de novembro de 2010  | Santiago         | Chile                  | Estadio Monumental David Arellano | Camp Rock 2: The Final Jam cast             | —               | —          |
| 6 de novembro de 2010  | São Paulo        | Brasil                 | Estádio do Canindé                | Camp Rock 2: The Final Jam cast             | 9.831 / 21.205  | $1.701.270 |
| 7 de novembro de 2010  | Rio de Janeiro   | Brasil                 | Maracanãzinho                     | Camp Rock 2: The Final Jam cast             | 6.612 / 8.390   | $999.107   |
| 10 de novembro de 2010 | Porto Alegre     | Brasil                 | Ginásio Gigantinho                | Camp Rock 2: The Final Jam cast             | 6.887 / 11.925  | $735.152   |
| 13 de novembro de 2010 | Buenos Aires     | Argentina              | Estadio River Plate               | Camp Rock 2: The Final Jam cast             | —               | —          |
| 18 de novembro de 2010 | Abu Dhabi        | Emirados Árabes Unidos | Yas Arena                         | —                                           | —               | —          |

## Mudanças
A data do show da Argentina foi mudada do dia 4 para o dia 13 de Novembro e a data do show de Porto Alegre foi mudada de 9 para 10 de novembro. Houve também uma mudança no local do show do Rio de Janeiro, que foi transferido do Estádio Célio de Barros para o Ginásio do Maracañazinho. A cantora Demi Lovato teve que abandonar a turnê a partir do show no Peru, por problemas de saúde; os fãs que quiseram desistir do show pela falta da apresentação da cantora, foram reembolsados.